# جواو دي أبرو
جواو دي أبرو (مواليد 31 مايو 1948) هو مبارز بالسيف برتغالي، مثّل بلاده في الألعاب الأولمبية الصيفية 1968.

## روابط رياضية
جواو دي أبرو على موقع أوليمبيديا (الإنجليزية)